# Бои за Бобруйск (1918)
Бои за Бобруйск — эпизод Гражданской войны в России. В ходе боёв 1-й Польский корпус под командованием генерала Иосифа Довбор-Мусницкого выбил части РККА РСФСР из Бобруйска.
Польский корпус был организован 24 июля 1917 года, с целью последующей отправки на фронт Первой мировой, 6 августа его командиром был назначен генерал Юзеф Довбор-Мусницкий. После Октябрьской революции командование корпуса отказалось подчиняться новой власти, заняло позицию нейтралитета и передислоцировалось из Быхова в район Рогачёв-Жлобин-Бобруйск.
12 января 1918 года прошло первое сражение с большевистскими силами, корпусу удалось занять Рогачёв. Однако Довбор-Мусницкий стремился к захвату крепости Бобруйск:
Взятие Бобруйска было моей главной целью, потому что крепость способствовала перегруппировке войск и эффективной обороне. <…> Только после потери крепости большевики стали осознавать её стратегическое значение.
Большевики защищали Бобруйск силами около 7 тысяч солдат. Осада города началась 2 февраля 1918 года, на следующий день город капитулировал. Войска генерала Довбор-Мусницкого получили доступ ко складам с военным снабжением, боеприпасами и провиантом, получив средства для продолжения борьбы. Красная Армия не смирилась с потерей города, её части предприняли несколько безуспешных попыток штурма при участии партизан. Бои продолжались по всей окрестности (в том числе и под Рогачёвом), потери росли с обеих сторон. Поляки устроили военное кладбище, где хоронили погибших и умерших солдат и офицеров. В боях особенно отличились воины Рыцарского (Офицерского) легиона.
На основании Брестского мира Советская Россия вынуждена была передать Германии захваченный поляками Бобруйск. Генерал Довбор-Мусницкий, не получив поддержки Регентского совета Польского королевства, в мае 1918 года вынужден был сдаться немецким войскам. Перед эвакуацией из города командование корпуса решило создать на месте польского кладбища курган как памятник павшим в боях за независимость Польши. После советско-польской войны курган был снесён.
В 1932 году была воссоздана уменьшенная копия бобруйского кургана на кладбище Старые Повонзки в Варшаве. Там хоронили солдат генерала Довбор-Мусницкого, умерших уже в независимой Польше.
Бои за Бобруйск также были увековечены на Могиле Неизвестного Солдата в Варшаве, с надписью на одной из досок: BOBRUJSK 2 II — 11 III 1918.